# مارتن ديفيس
مارتن ديفيس (بالإنجليزية: Martin Davis)‏ (و. 1928  م) هو رياضياتي، وأستاذ جامعي، وعالم حاسوب أمريكي، ولد في نيويورك، هو عضوٌ في مجتمع الرياضيات الأمريكي، والأكاديمية الأمريكية للفنون والعلوم.

## التعليم
تعلم في جامعة برنستون.

## جوائز
حصل على جوائز منها:
- جائزة هيربراند [الإنجليزية]‏ (2005)
- زميل الجمعية الأمريكية للرياضيات
- زميل الأكاديمية الأمريكية للفنون والعلوم.